# Лакци
Лакците, известни още като лаки или казикумухци (самоназвание: лак) са един от народите на руската република Дагестан. Исторически заемат централната планинска част на Дагестан (Лакски и Кулински район). Част от лакците през 1944 година са преселени в равнинните райони на Дагестан на мястото на депортираното чеченско население (Новолакски район).
Според преброяването на населението в Русия през 2010 година лакците наброяват 178,6 хил. души, като от тях 161,3 хил. живеят в Дагестан.
Говорят на лакски език, който е част от нахско-дагестанката езикова група. Писмеността, използвана от лакския език е кирилицата. Лакците са двуезични и говорят също и официалния език в Руската федерация и в Дагестан – руския език. Лакците изповядват ислямската религия и са мюсюлмани-сунити.
Съседните народи като аварците наричат лакците „тумал“, даргинците – „вулугуни“ и „булеги“, лезгинците – „яхулви“, а в миналото лакците често се самонаричали „казикумухци“.
В земите на лакците е оразувано Казикумухското шамхалство, което от 18 век е със статут на ханство, обединяващо освен лакците, така и лезгинците и отделни аварски и даргински селища. Казикумухското ханство е присъединено към Руската империя през 1820 година, а през 1859 ханството е преобразувана в Казикумухски окръг на Дагестанска област. През 1922 година е преобразуван в Лакски окръг, а след това в район в състава на Дагестанската АССР, разделен през 1935 година на Лакски и Кулински район.